# Risto Mätas
Risto Mätas (Pärsti, 30 aprile 1984) è un giavellottista estone.

## Palmarès
| Anno | Manifestazione   | Sede           | Evento                 | Risultato | Prestazione | Note                                     |
| ---- | ---------------- | -------------- | ---------------------- | --------- | ----------- | ---------------------------------------- |
| 2003 | Europei juniores | Tampere        | Lancio del giavellotto | 12º       | 61,18 m     |                                          |
| 2005 | Universiadi      | Smirne         | Lancio del giavellotto | 14º (q)   | 70,52 m     |                                          |
| 2006 | Europei          | Göteborg       | Lancio del giavellotto | 19º (q)   | 74,58 m     |                                          |
| 2007 | Universiadi      | Bangkok        | Lancio del giavellotto | 6º        | 77,29 m     |                                          |
| 2011 | Universiadi      | Shenzhen       | Lancio del giavellotto | 4º        | 78,99 m     |                                          |
| 2012 | Europei          | Helsinki       | Lancio del giavellotto | 10º       | 75,85 m     |                                          |
| 2012 | Giochi olimpici  | Londra         | Lancio del giavellotto | 21º (q)   | 78,56 m     |                                          |
| 2013 | Mondiali         | Mosca          | Lancio del giavellotto | 8º        | 80,03 m     |                                          |
| 2014 | Europei          | Zurigo         | Lancio del giavellotto | 6º        | 80,73 m     | Miglior prestazione personale stagionale |
| 2015 | Mondiali         | Pechino        | Lancio del giavellotto | 12º       | 76,79 m     |                                          |
| 2016 | Europei          | Amsterdam      | Lancio del giavellotto | 4º        | 82,03 m     | Miglior prestazione personale stagionale |
| 2016 | Giochi olimpici  | Rio de Janeiro | Lancio del giavellotto | 22º (q)   | 79,40 m     |                                          |

## Altre competizioni internazionali
2012
- Bronzo in Coppa Europa invernale di lanci ( Antivari), lancio del giavellotto - 78,74 m

2013
- Bronzo in Coppa Europa invernale di lanci ( Castellón de la Plana), lancio del giavellotto - 79,10 m

2014
- Bronzo in Coppa Europa invernale di lanci ( Leiria), lancio del giavellotto - 80,58 m